# 昭阳 (楚国)
昭阳（？—？），羋姓，昭氏，谥号山子，战国时期楚国人，曾担任令尹。

## 生平
楚怀王时为上柱国，爵至执珪。前323年，在襄陵之战大败魏国军队，得到八个城邑，此战在古代军事史上影响颇大，称“楚魏襄陵之战”，威震齐、燕、赵、魏、秦、韩六国。为此，楚怀王将传国之宝“和氏璧”赐给昭阳，后来小偷从昭阳处偷窃了和氏璧几十年后，和氏璧辗转来到赵国并卖给赵国宦官令缪贤，赵惠文王得知，从缪贤处得到和氏璧。楚王又将“古勃海之地”（即今江苏兴化市一带）封为昭阳食邑。此后不久，昭阳在封地病死。为表彰他的战功，楚烈王便以周穆王“八骏”之一，美称为“山子”的良马名为谥号，赐给昭阳，故后人称昭阳为“山子府君”，供奉他的庙宇称之为“山子庙”，他所葬的地方为“山子村”，意在赞美和纪念这位楚国良将。